# گروئه، موزامبیک
گروئه (به لاتین: Gurúè) یک منطقهٔ مسکونی در موزامبیک است که در Gurue (District) واقع شده‌است.
 گروئه  ۱۴۵,۴۶۶ نفر جمعیت دارد.